# Gandschnāme

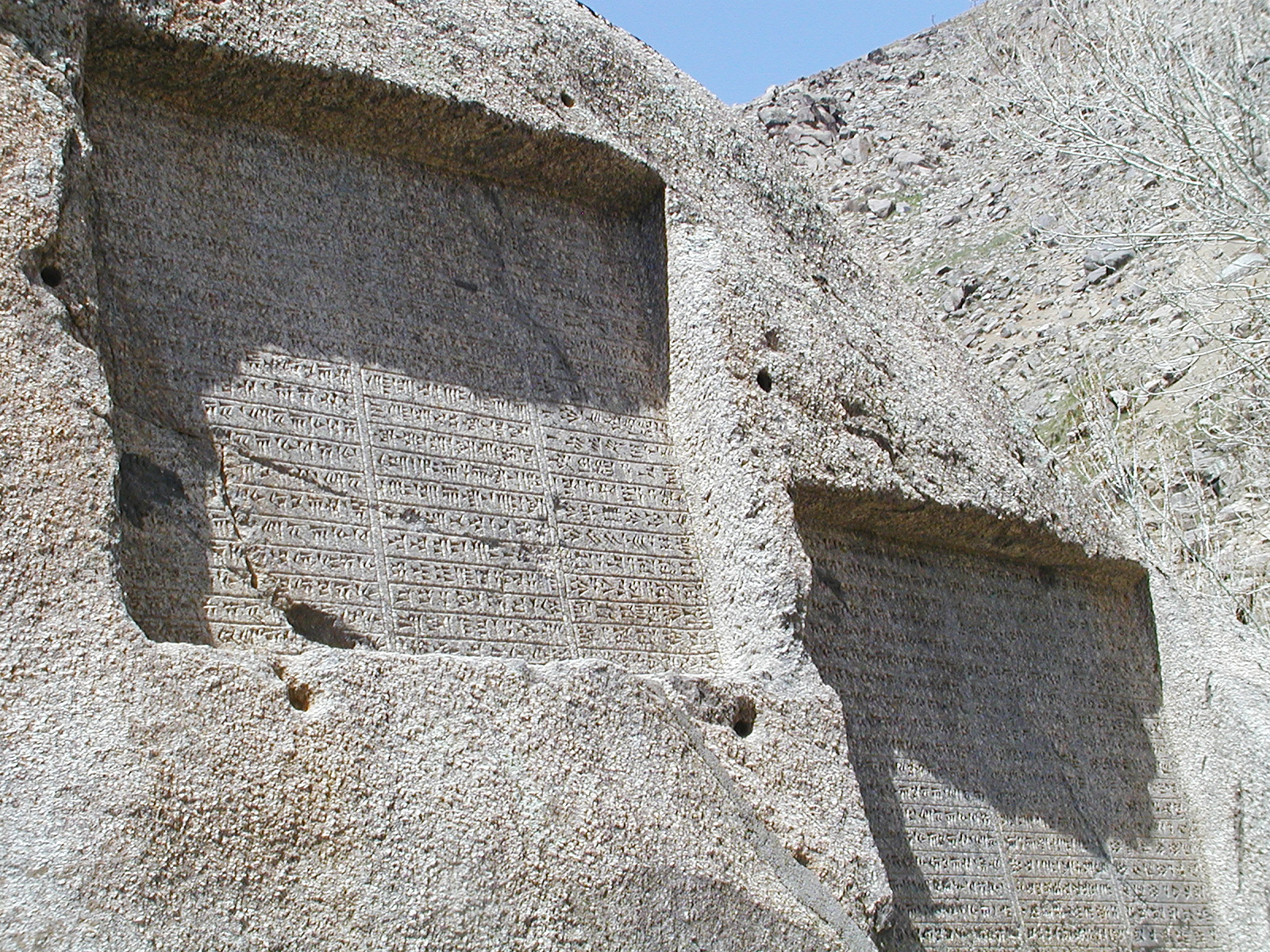
Gandschnāme: Inschriftenfelder

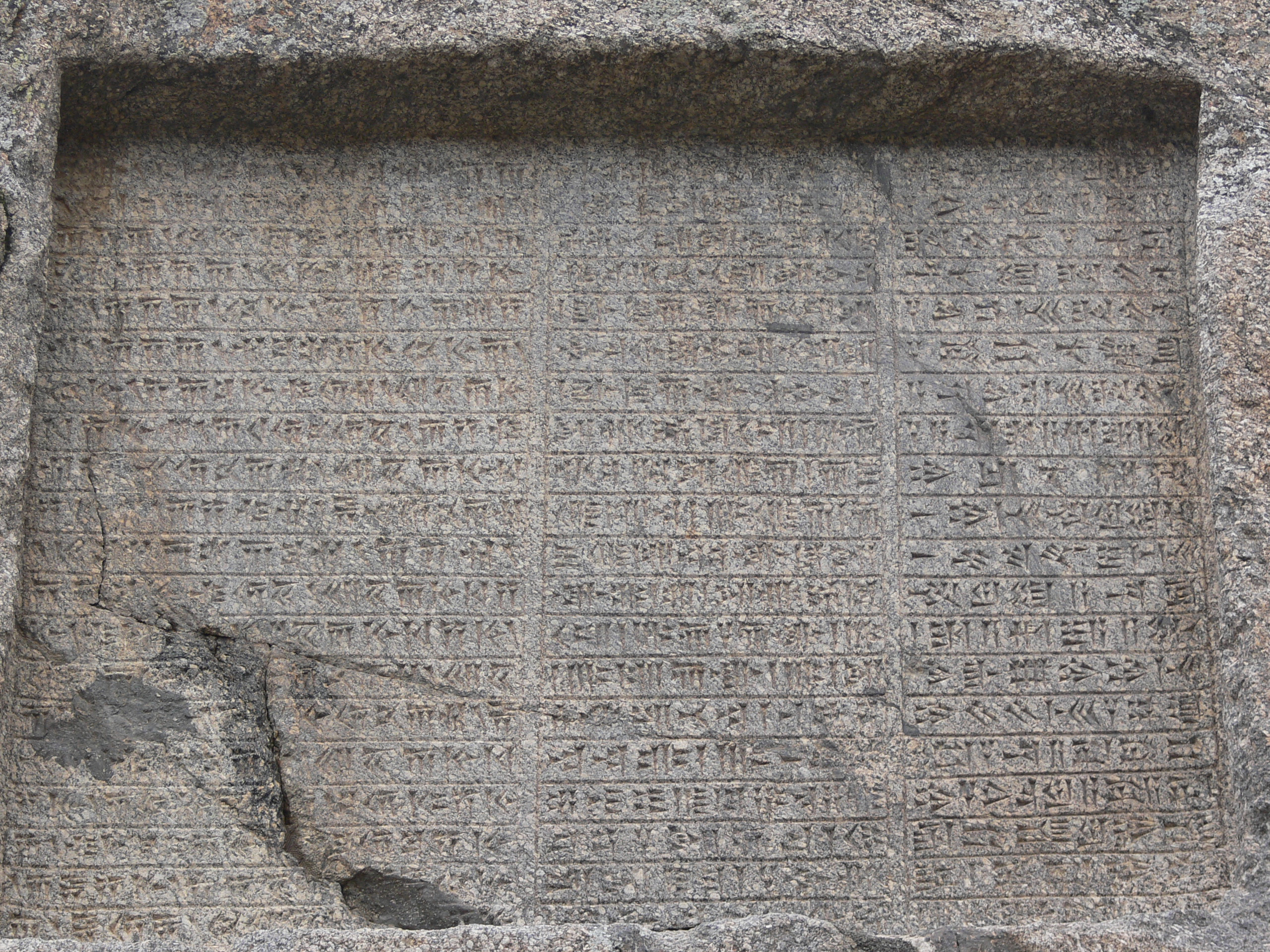
DEa Inschrift des Dareios I.

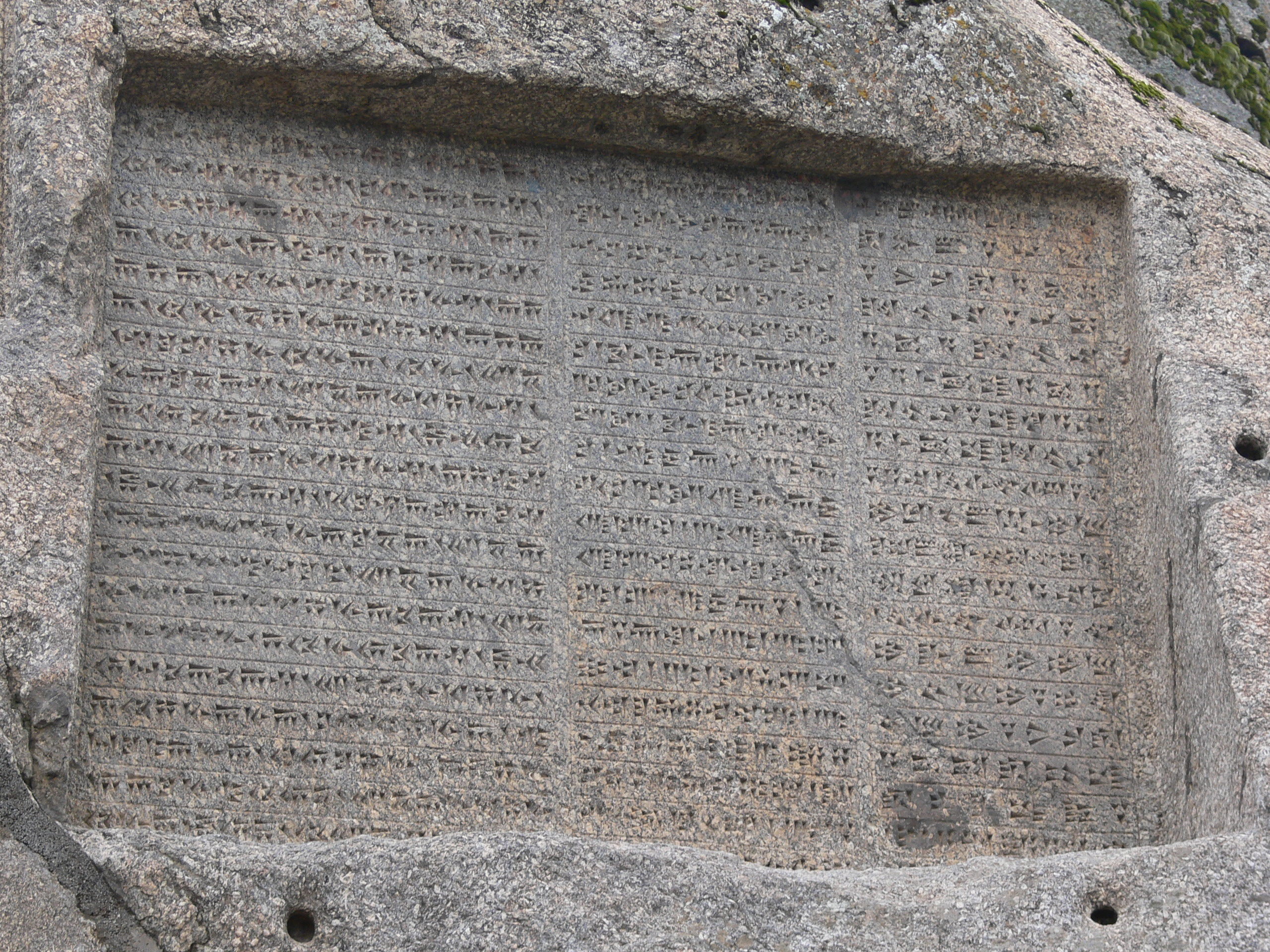
XEa Inschrift des Xerxes I.

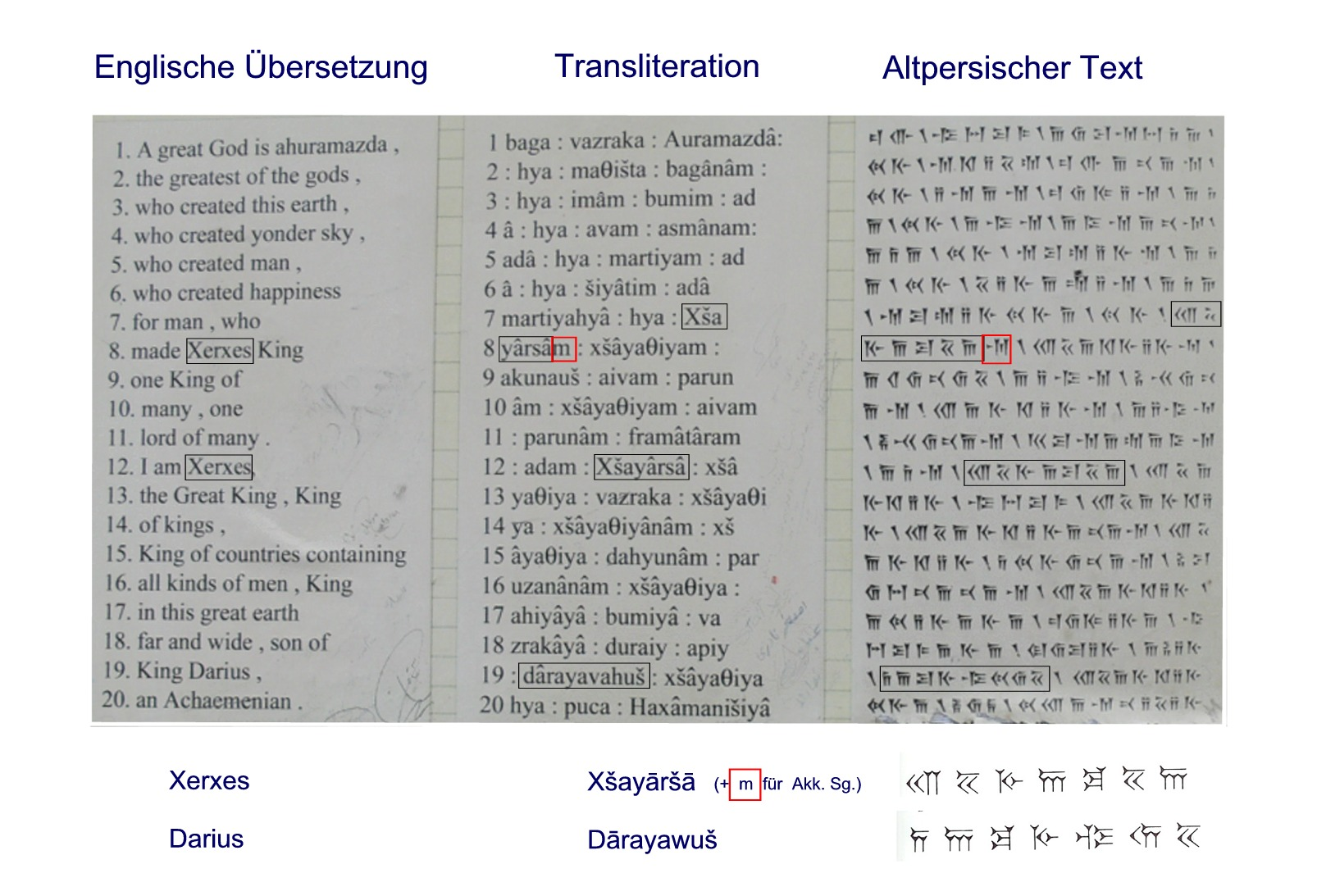
Transliteration und englische Übersetzung des altpersischen Texts der Xerxes-Inschrift durch die CHTO

Gandschnāme (persisch گنجنامه, DMG ganǧ-nāme, ‚Schatzbuch‘ oder جنگنامه Dschangnāme, DMG ǧang-nāme, ‚Kriegsbuch‘) ist ein Pass über den Berg Alvand, auf dem in einer künstlichen Nische zwei Keilschrifttafeln aus achämenidischer Zeit aufgefunden wurden. Bei den achämenidischen Königsinschriften handelt es sich um DEa (D für Dareios I., E für den Standort Elvend, a als Index) und XEa (X für Xerxes I., E für den Standort Elvend, a als Index).

## Ort der Inschriften
Gandschnāme liegt 12 km südwestlich des Zentrums von Hamadan, 5 km vom Stadtrand entfernt, im oberen Bereich eines beliebten Naherholungsgebiets von Hamadan, dem Abbas-Abad-Tal. In der Nähe der Inschriften befindet sich auch ein Wasserfall und die Talstation einer Bergbahn. Die linke der beiden Inschriften bezieht sich auf Darius I. (549 – 486 v. Chr.), die rechte auf Xerxes I. (519 – 465 v. Chr.). Zur Zeit der Achämeniden war das alte medische Ekbatana, das heutige Hamadan, Sommerresidenz der Monarchen, und Gandschnāme lag daher am nördlichen Zweig der alten persischen Königsstraße nach Mesopotamien.
Weitere, ältere Namen für den Ort der Inschriften sind Sang Nebeschte, Nebescht-e Chodayan, Dahmehan, Tabanar, Katibe-ha-ye Alvand. Eine Tafel in neupersischer Sprache gibt dem Wort Ganj (persisch گنج‌ Gangsch, ‚Schatz‘) und seinem Palindrom Jang (persisch جنگ Dschang, ‚Krieg‘) aus der Vorstellung des Volkes die Deutung Schatz durch Kriege der Könige.

## Entdeckungsgeschichte
Als die Keilschrifttexte von Gandschnāme nicht mehr gelesen werden konnten, wurden sie nach Vermutungen benannt, dass die Inschriften einen Hinweis auf einen verborgenen Schatz enthielten (Schatzbuch) oder an einen Krieg erinnern sollten (Kriegsbuch). Ihre Wiederentdeckung für die Nachwelt begann mit Eugène Flandin, der in der ersten Hälfte des 19. Jahrhunderts mit Pascal Coste den Iran bereiste und diese Gebirgsschlucht des Elvand-Gebirges skizzierte. Er vermerkte, dass hier Inschriftenfelder in Keilschrift existieren. Henry Creswicke Rawlinson, der entscheidend zur Entzifferung der Keilschrift beitrug, kannte und nutzte diese Inschriften. Nach seiner Meinung wurden sie anlässlich einer der Reisen erstellt, welche jeder der beiden Monarchen jährlich zwischen Ekbatana nach Babylon durchführte.

## Textanalyse
Wie seit Darius I. bei den Achämenidischen Inschriften üblich, sind die Schrifttafeln in drei Sprachen abgefasst. Der linke der drei 20-zeiligen Textblöcke ist in Altpersisch geschrieben, dann folgt in der Mitte die neuelamische und rechts die neubabylonische Textversion.
Die altpersische Keilschrift ist das jüngste der drei Schriftsysteme und kommt mit 34 Zeichen aus; das neuelamische benötigt rund 200 und das neubabylonische ca. 600 Zeichen. Die Entzifferung der altpersischen Inschriften war daher am einfachsten, zumal es sich um eine Buchstabenschrift handelt (von links nach rechts zu lesen) und zur besseren Lesbarkeit Worttrennzeichen (nach links geneigter Keil) verwendet wurden. Ein Blick auf den Umfang der drei Textblöcke der beiden Inschriften bestätigt, dass eine Buchstabenschrift mehr Platz als eine Silbenschrift benötigt.
Die altpersischen Texte sind auf Informationstafeln der Organisation für Kulturelles Erbe und Tourismus von Hamadan (CHTO) ins Persische und Englische jeweils transliteriert und übersetzt. In dem hier wiedergegebenen photographischen Ausschnitt aus der Schautafel für die Xerxes-Inschrift wurden einige Stellen hervorgehoben: Zeile 12 enthält den Namen „Xerxes“, in den Zeilen 7/8 tritt er im Zeilenumbruch nochmals auf und hat eine Akkusativ-Endung, und Zeile 19 enthält den Namen „Darius“.
Die Inschrift DEa von Dareios I. lautet

„[§1 (1–11)] Der große Gott (ist) Auramazdā, der diese Erde geschaffen hat, der jenen Himmel erschaffen hat, der den Menschen erschaffen hat, der das Glück erschaffen hat für den Menschen, der Dareios (zum) König gemacht hat, den einen (zum) König über viele, den einen (zum) Gebieter über viele.
[§2 (11–20)] Ich (bin) Dareios, der große König, König der Könige, König der Länder mit vielen Stämmen, König auf dieser großen Erde auch weithin, des Hystaspes Sohn, ein Achaimenide.“

DEa ist auf der Liste der pseudo-altpersischen Inschriften gelandet, weil neben formal-technischen Argumenten sprachwissenschaftliche Untersuchungen unter Berücksichtigung der elamischen Sprachversion ergeben haben, dass Xerxes I. die Inschrift nachträglich im Namen seines Vaters angebracht haben könnte. Die Diskussion ist noch nicht abgeschlossen.
Die Inschrift XEa von Xerxes I. lautet

„[§1] Der große Gott (ist) Auramazdā, der der größte unter den Göttern (ist), der diese Erde erschaffen hat, der jenen Himmel erschaffen hat, der den Menschen erschaffen hat, der das Glück erschaffen hat für den Menschen, der Xerxes (zum) König gemacht hat, den einen (zum) König über viele, den einen (zum) Gebieter über viele.
[§2] Ich (bin) Xerxes, der große König, König der Könige, König der Länder mit vielen Stämmen, König auf dieser großen Erde auch weithin, des Dareios, des Königs, Sohn, ein Achaimenide.“

Der Text der Xerxes-Inschrift ist praktisch identisch mit der ersten Hälfte einer Inschrift, die in Persepolis im Palast der Darius – wieder in drei Sprachen – gleich dreimal vorkommt. Er enthält aber sowohl gegenüber diesen Palasttexten als auch gegenüber dem hier betrachteten Darius-Text ein zusätzliches Prädikat von Ahura Mazda: „der größte der Götter“.

### Übersichten
- Walther Hinz: Darius und die Perser. Eine Kulturgeschichte der Achämeniden. Holle, Baden-Baden 1976, ISBN 3-87355-165-9.
- Heidemarie Koch: Persepolis. Glänzende Hauptstadt des Perserreichs. von Zabern, Mainz 2001, ISBN 3-8053-2813-3.
- Andrew Robinson: Die Geschichte der Schrift. Albatros, Düsseldorf 2004, ISBN 3-491-96129-7.

### Publikationen zu DEa
- Eugène Flandin, Pascal Coste: Voyage en Perse. Band 3, Paris 1851–1854, hier Band 1, S. 24 und Tafel 26. (bibliotheque-numerique.inha.fr).
- Friedrich Eduard Schulz: Mémoire sur le lac de Van et ses environs (=Journal asiatique. Ausgabe SER3, T9). Paris 1840, Tafel 8. (gallica.bnf.fr)
- Heinrich Brugsch: Reise der K. preussischen Gesandtschaft nach Persien 1860 und 1861. 2 Bände. Leipzig 1862/1863, hier Band 1, S. 381. (digitale.sammlungen.de)
- Jacques de Morgan: Mission scientifique en Perse. 5 Bände. Paris 1894–1905, hier Band 2, S. 135f.
- Abraham Valentine Williams Jackson: Persia, Past and Present. New York 1906, S. 170–172. (archive.org)
- Franz Heinrich Weißbach: Die Keilinschriften der Achämeniden. Leipzig 1911, S. xx und 100–103. (idb.ub.uni-tuebingen.de).
- Hans Heinrich Schaeder: Über die Inschrift des Ariaramnes. Sitzungsberichte der Preussischen Akademie der Wissenschaften. Phil.-hist. Klasse. Berlin. 1931, S. 635–645.
- Sukumar Sen: Old Persian Inscriptions of the Achaememian Emperors. University of Calcutta, Calcutta 1941, S. 113. (Textarchiv – Internet Archive)
- Roland Grubb Kent: Old Persian: Grammar, Texts, Lexicon. 2. Revidierte Edition (=American Oriental Series. Band 33). New Haven, 1953, S. 111 und 147. (babel.hathitrust.org).
- François Vallat: Corpus des inscriptions royales en élamite achéménide. Dissertation Université la Sorbonne. Paris 1977, S. 192f.
- Pierre Lecoq: Les inscriptions de la Perse achéménide traduit du vieux-perse, de l'élamite, du babylonien et de l'araméen. Paris 1997, S. 217–218. (elamit.net)
- Günter Schweiger: Kritische Neuedition der achaemenidischen Keilinschriften (in zwei Bänden). Taimering 1998, S. I,166–167.; II,559–564.
- Rüdiger Schmitt: Pseudo-altpersische Inschriften. Inschriftenfälschungen und moderne Nachbildungen in altpersischer Keilschrift. Wien 2007, S. 31–34.
- Rüdiger Schmitt: Die altpersischen Inschriften der Achaimeniden. Editio minor mit deutscher Übersetzung. Reichert, Wiesbaden 2009, S. 10 und 96f. (Textarchiv – Internet Archive)

### Publikationen zu XEa
- Eugène Flandin, Pascal Coste: Voyage en Perse. Band 3, Paris 1851–1854, hier Band 1, S. 24 und Tafel 26 (bibliotheque-numerique.inha.fr).
- Eugène Burnouf: Mémoire sur deux inscriptions cuneiformes trouvées près d’Hemadan et qui font maintenant partie des papiers du Dr. Schulz. Paris 1836, Tafel 4.
- Franz Heinrich Weißbach: Die Keilinschriften der Achämeniden. Leipzig 1911, S. xxv und 116f. (idb.ub.uni-tuebingen.de).
- Sukumar Sen: Old Persian Inscriptions of the Achaememian Emperors. University of Calcutta, Calcutta 1941, S. 157. (Textarchiv – Internet Archive).
- Roland Grubb Kent: Old Persian: Grammar, Texts, Lexicon. 2., revidierte Edition (=American Oriental Series. Band 33). New Haven 1953, S. 113 und 152 (babel.hathitrust.org).
- François Vallat: Corpus des inscriptions royales en élamite achéménide. Dissertation, Université la Sorbonne. Paris 1977, S. 219f.
- Walther Hinz: Darius und die Perser. II, Baden-Baden 1979, S. 15.
- Pierre Lecoq: Les inscriptions de la Perse achéménide traduit du vieux-perse, de l'élamite, du babylonien et de l'araméen. Paris 1997, S. 250 (elamit.net).
- Günter Schweiger: Kritische Neuedition der achaemenidischen Keilinschriften (in zwei Bänden). Taimering 199, S. I,168 f.; II, 559, 565–567.
- Amélie Kuhrt: The Persian Empire. A Corpus of Sources from the Achaemenid Empire. London / New York 2007, S. 301.
- Rüdiger Schmitt: Die altpersischen Inschriften der Achaimeniden. Editio minor mit deutscher Übersetzung. Reichert, Wiesbaden 2009, S. 18 und 151f (Textarchiv – Internet Archive).